# Omaloplia spireae
Omaloplia spireae är en skalbaggsart som beskrevs av Peter Simon Pallas 1776. Omaloplia spireae ingår i släktet Omaloplia och familjen Melolonthidae. Utöver nominatformen finns också underarten O. s. longiclava.